# Trogon aux yeux blancs
Trogon comptus
Espèce
Statut de conservation UICN

 LC  : Préoccupation mineure
Le Trogon aux yeux blancs (Trogon comptus) est une espèce d'oiseau de la famille des Trogonidae.

## Répartition
Cet oiseau se répand à travers le Chocó (ouest de la Colombie et nord de l'Équateur).